# Université adventiste de River Plate

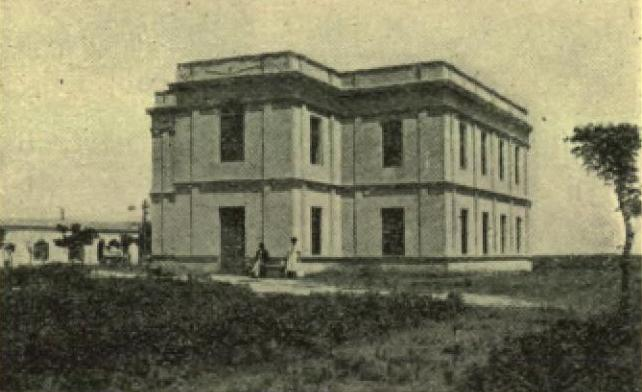
Le lycée de River Plate en 1909

L’université adventiste de River Plate (en espagnol, Universidad Adventista del Plata ou UAP) est une université adventiste du septième jour, située dans le village de Libertador San Martín dans la province d'Entre Ríos en Argentine. C'est la plus ancienne institution scolaire adventiste d'Amérique du Sud.

## Campus

### Histoire
Le 26 septembre 1898, un jeune uruguayéen, Luis Ernt, arriva dans la région de Crespo Campo, où se rencontrait un groupe d'adventistes du septième jour dirigé par le missionnaire Francisco Westphal, dans le but d'étudier à " l'école adventiste ". Or l'institution n'existait pas. Quelques années auparavant, une invasion de sauterelles avaient ravagé les champs. Les récoltes étaient maigres. Malgré ses difficultés matérielles, le groupe décida néanmoins de construire une école. Ernst aida Westphal dans ses activités jusqu'à-ce que le premier bâtiment soit érigé.
L'école démarra à Las Tunas (Santa Fe) où se trouvait une communauté adventiste, en attendant l'achèvement des travaux sur le site actuel, un terrain offert par la famille Lust. En avril 1900, le Colegio Camarero (l'école secondaire) y démarra avec 23 élèves. En 1908, l'école devint un Lycée et s'appela Colegio Adventista del Plata. En 1926, elle commença à offrir ses premiers cours du premier cycle universitaire avec deux ans d'étude de théologie. En 1990, elle devint l'université de River Plate, décernant désormais également des maîtrises.     

### Organisation
L'université adventiste de River Plate se trouve à environ douze kilomètres de la ville portuaire de Diamante et à 440 kilomètres de Buenos Aires, la capitale de l'Argentine. Plusieurs compagnies de bus desservent quotidiennement la route entre Buenos Aires et Libertador San Martín.   
UAP décerne plus de trente licences et masters, notamment en assistance sociale, médecine, comptabilité, communication, infirmerie, administration, psychologie ou théologie. Elle possède cinq facultés :
- Facultad de Ciencias de la Salud --- la faculté des sciences sanitaires, en partenariat avec le sanitarium adventiste de River Plate
- Facultad de Ciencias Económicas y de la Administración --- la faculté des sciences économiques et d'administration
- Facultad de Humanidades, Educación y Ciencias Sociales --- la faculté des humanités, de l'éducation et des sciences sociales
- Facultad de Teología --- la faculté de théologie
- Faculté de théologie du second cycle

UAP est un membre du consortium Adventist College Abroad. L'université possède un centre d'apprentissage de l'espagnol pour les étudiants étrangers qui se destinent aux métiers du langage.

### Affiliation
La faculté de théologie du second cycle est affilée au séminaire de théologie adventiste latin-américain.

### Centres de recherche
- Secrétariat des sciences et techniques
- Centre de recherche Ellen White, affilié au Ellen G. White Estate
- Centre de recherche de la faculté des sciences sanitaires
- Institut de recherche géoscience--- Amérique du Sud

### Bibliothèque
Possédant 60 000 livres, la bibliothèque est la plus grande et la plus moderne de la province. 